# 管志道
管志道（1536年—1608年），字登之，號東溟，直隸蘇州府太倉州人，明朝政治人物、思想家、學者，以其「三教合一」主張聞名。

## 生平
嘉靖四十二年（1563年）師從提學御史耿定向。隆慶四年（1570年）庚午科應天鄉試第五十六名舉人，五年（1571年）辛未科二甲第四十四名進士。工部觀政，授南京兵部車駕司主事，因上疏被論劾，萬曆二年（1574年）丁父憂歸，服闋，十一月起為刑部貴州司主事，六年（1578年）九月升員外郎，十一月出為廣東按察司僉事、分巡南韶，七年（1579年）以事降調閒住，八年（1580年）謫廣東鹽課司提舉，同年以老疾去職。十四年（1586年）二月以臺疏得以廣東按察司僉事銜致仕。十九年（1591年）獲薦起為河南按察司僉事，不到任。三十六年（1608年）卒於家。

## 思想
管志道精通《华严经》，撰《觉迷蠡测》一书，以《华严经》说明儒家学说。曾讲学于中吴书院，好讲“三教合一”，並主张以儒统释老。焦竑说：“其言闳博逶迤，词辨蜂涌，大归冀以西来之意密证六经，东鲁之矩收摄二氏。”理学家认为管志道的三教主张实乃“狂禅”派。四库馆臣更说其：“测义则皆自出臆说，恍惚支离，不可胜举，盖管志道之学出于罗汝芳，罗汝芳之学出于颜钧，本明季狂禅一派耳。”

## 家族
曾祖管江；祖父管和；父管鰲。母錢氏。子管士珩、管士珍、管士瓏、管士璞、管士珙。管士珩孫管正傳。